# Кобеля, Детлеф
Де́тлеф Ко́беля (н.-луж. Detlef Kobjela, 7 апреля 1944 года, деревня Рогозно, Лужица, Германия — 18 мая 2018 года, Будишин, Лужица, Германия) — серболужицкий композитор и музыковед. Внёс значительный вклад для сохранения и развития музыкальной культуры серболужицкого народа. Лауреат премии имени Якуба Чишинского (1978).

## Биография
Родился в 1944 году в серболужицкой деревне Рогозно в семье пекаря. С пятилетнего возраста начал своё обучение игре на фортепиано. В возрасте шести лет поступил в музыкальную школу в Котбусе. С восьми лет обучался в Нижнелужицкой гимназии в Котбусе, которую закончил в 1962 году. Пытался поступить на библиографический факультет Берлинского университета имени Гумбольдта, однако из-за нехватки мест поступил на факультет искусства и немецкого языка Педагогического института в Будишине. Во время последнего года обучения работал музыкальным драматургом в Серболужицком национальный ансамбле. В 1967 году окончил институт по специальности «германистика, педагогика и история искусства». Потом проходил срочную службу в звании капрала в городской полиции в Будишине (1968—1969).
С 1967 по 1980 год работал музыкальным драматургом в Серболужицком национальном ансамбле. До 1981 года преподавал музыку в Серболужицкой высшей школе в Котбусе. С 1970 по 1990 года — научный секретарь Рабочей группы музыкантов-лужичан в «Союзе композиторов и музыковедов ГДР» (Arbeiterkreises Sorbischer Musikschaffender im Verbande der Komponisten und Musikwissenschaftler der DDR).
С 1980 года — главный музыкальный драматург Серболужицкого национального ансамбля и с 1990 по 1995 года — руководитель этого музыкального коллектива.
С 1968 года занимался композиторской деятельностью. Его творчество включает многочисленные музыкальные произведения, в том числе кинематографическую музыку, многочисленные песни и хоровые произведения. Его работы в основном исполнялись в Лужице и были связаны с музыкальной культурой серболужицкого народа.
В 1978 году за свою деятельность удостоился Премии имени Якуба Чишинского.
Сочинения
- Detlef Kobjela, Werner Meschkank: Vom Regenzauberlied bis zur wendischen Pop-Ballade — Ein Beitrag zur Musikgeschichte der Lausitz unter besonderer Darstellung der niedersorbischen Musikgeschichte Архивная копия от 25 августа 2017 на Wayback Machine, Podstupimske pśinoski k Sorabistice, Nr. 3, 2000